# الكونغو في الألعاب الأولمبية الصيفية 2016
نافست الكونغو في دورة الألعاب الأولمبية الصيفية 2016 في ريو دي جانيرو، البرازيل، من 05-21 أغسطس 2016.
وكان هذا الظهور الثاني عشر للبلاد في دورة الألعاب الاولمبية الصيفية، منذ بدايته في عام 1964. الكونغو لم تحضر دورة الألعاب الاولمبية الصيفية 1968 في مكسيكو سيتي، ودورة الألعاب الاولمبية الصيفية 1976 في مونتريال بسبب المقاطعة الأفريقية.